# باهيا هوندا (كوبا)
باهيا هوندا (بالإسبانية: Bahía Honda ) هي بلدة من بلديات مقاطعة أرتيميسيا في كوبا تقع على الشاطئ الشمالي من الجزيرة عند مدخل مضيق فلوريدا على بعد 70 كيلومتر (43 ميل ) غرب مدينة هافانا. و لأهميتها قام المجلس البلدي لبلدة باهيا هوندا بأن يجعل خليجها خليج محمي بسبب أهمية الميناء الصناعي الذي تصل حدوده إلى شرق أرخبيل كولورادوس .
قبل عام 2011 م كانت باهيا هوندا تابعة ل مقاطعة بينار دل ريو , وقد كانت واحدة من القواعد المؤجرة للولايات المتحدة الأمريكية قبل أن تتخلى عنها الولايات المتحدة من أجل التوسع في المنطقة المستأجرة في أنحاء خليج غوانتانامو.

## التركيبة السكانية
في عام 2004 م وصل عدد سكان باهيا هوندا إلى 45,968 نسمة . وبمساحة قدرها 784 كـم2 (303 ميل2) . حيث وصلت الكثافة السكانية إلى 58.6/كم2 (152/ميل2).